# Байков, Вадим Геннадиевич
Вадим Геннадиевич Байков (род. 18 марта 1965, Волгоград, РСФСР, СССР) — советский и российский композитор, певец и продюсер, хоровой дирижёр, пианист.

## Биография
Родился 18 марта 1965 года в Волгограде в семье профессиональных музыкантов. Мать работала музыкальным руководителем в детском саду, отец был преподавателем в музыкальной школе. В 1970 году Вадим переехал вместе с матерью в подмосковный город Климовск.
В 1972 году поступил в Московское государственное хоровое училище. С 13 лет принимал участие в различных ВИА, таких как «Ритм», «Импульс» и др., где играл на клавишных инструментах.
В 1985 году окончил Второе московское областное музыкальное училище по классу фортепиано, джазовое отделение. Имеет вторую специальность — хоровой дирижер.
С 1982 по 1984 как пианист участвовал в различных джазовых фестивалях.
С 1985 по 1987 год работал в группах: ВИА «Мари», «Август», «Лейся, песня».
В 1987 году стал солистом группы «Спектр» под руководством народного артиста РСФСР Льва Лещенко.
В 1990 году, когда Л. В. Лещенко создал театр «Музыкальное агентство», Вадим Байков стал солистом этого театра.
В 1993 году ушёл из театра и начал сольную карьеру.
С 1993 по 2000 год выпустил 4 сольных альбома: «Русская рулетка» (1993), «Арифметика любви» (1995), «Царица моих сновидений» (1997), песни для которого написал специально для Вадима Байкова композитор Игорь Крутой, «Монета на счастье» (2000).
С 1998 по 2006 год был художественным руководителем коллектива певицы Алсу. В 2004—2006 также был её продюсером. Как композитор написал для Алсу ряд песен, таких, как «Свет в твоём окне», «Последний звонок», «Первый раз».
Как композитор и продюсер в 2002 году выпустил альбом «Папина дочка», все песни на котором спела его дочь Татьяна Байкова.
В 2006 году организовал продюсерский центр «VB Pro», полностью сориентированный на запись и издание православной музыки. Этим центром были выпущены альбомы: Пассия (Служба Божественным Страстем Христовым), Акафист Святому Великомученику и Целителю Пантелеимону в исполнении Мужского Камерного Хора п/у Вадима Байкова и протодиакона Игоря Ильина и др.
В 2008 году Вадим Байков выпускает альбом современных православных песнопений на стихи монахини Елисаветы (Кольцовой). Альбом был выпущен по благословению митрополита Смоленского и Калининградского Кирилла (ныне Святейшего Патриарха Московского и Всея Руси).
Вадим Геннадиевич Байков продюсирует молодых артистов, среди них: певец Александр Юрпалов, ВИА «ВыNос МоZга», Алексей Харламов и др.
Вадим Байков - многократный лауреат фестиваля Песня Года, лауреат III Международного Православного Фестиваля авторской песни "Благодатное Небо" в Киеве (2012 год).

### Семья
- первая жена — Галина[2]
  - дочь — Татьяна (род. 15 ноября 1985) окончила спецшколу с углубленным изучением китайского языка и филологический факультет РУДН, в 2002 году спела песни для альбома «Папина дочка».
  - сын — Иван (род. 29 августа 1998)
  - дочери-близнецы — Анна и Мария (род. 2 ноября 2004)
  - внебрачный сын — Вадим (от Натальи Островой (Викс), род. 15 ноября 1987, ровно через два года после дочери Татьяны) — музыкант, композитор, аранжировщик.
  - внебрачный сын — Егор (от Аллы Байковой, род. 18 апреля 2002)[3]
- вторая жена — Мария
  - сын — Глеб (род. 6 августа 2019)

## Дискография
- 1993 — «Русская рулетка»
- 1995 — «Арифметика любви»
- 1997 — «Царица моих сновидений»
- 2000 — «Монета на счастье»
- 2002 — «Папина дочка» (сольный альбом Татьяны Байковой)
- 2007 — «Вадим Байков. Grand Collection» (компиляция)
- 2008 — «Небо»
- 2012 — «День за днем»
- 2015 — «Песни о любви» (компиляция)

## Синглы
- 2012 — «White Melody» (инструментальная пьеса)
- 2015 — «Christmas Eve» (инструментальная пьеса)
- 2015 — «Trembling» (инструментальная пьеса)
- 2015 — «In The Dark» (инструментальная пьеса)

### Наиболее известные песни
- Русская рулетка
- «У меня нет жены»
- «Горят мосты»
- «Ты — мой лучший друг» (дуэт с дочерью Татьяной Байковой)
- «Незаконная жена»
- «Золотая рыбка»
- «На Ордынке»